# Alí Tarhouni
Alí Abdussalam Tarhouni (Árabe علي الترهوني) (nacido en 1951) es un economista y político libio. Tarhouni fue Ministro de Petróleo y Finanzas en el Consejo Nacional de Transición, la autoridad provisional en Libia desde el 23 de marzo al 22 de noviembre de 2011. Igualmente fue primer ministro interino de Libia durante la salida de Mahmoud Jabril en octubre de 2011 hasta que Abdurrahim El-Keib fue oficialmente nombrado como su sucesor el 31 de octubre.

## Formación
Tarhouni estudió en la Universidad de Libia hasta que abandonó su país en 1973. Fue despojado de su nacionalidad, sentenciado a muerte in absentia y puesto en la lista negra del Gobierno en 1981 por su oposición a Muamar el Gadafi. Después de inmigrar a los Estados Unidos, Tarhouni continuó sus estudios, logrando un máster (1978) y un doctorado (1983) de Filosofía en la Universidad Estatal de Míchigan. Desde 1985 hasta el estallido de la Guerra de Libia, era un popular profesor y economista de negocios en la Escuela Foster de Negocios, donde ganó muchos premios de enseñanza.

## Carrera política
Tarhouni fue nombrado jefe de los Ministerios de Finanzas y Petróleo en el Consejo Nacional de Transición (CNT), un grupo opositor formado para coordinar las fuerzas anti-Gadafistas de la guerra civil libia en marzo de 2011. Frencuentemente intervino como portavoz del consejo y ganó considerable influencia como un prominente liberal dentro de la oposición. Tarhouni anunció oficialmente el traslado del Consejo de Bengasi a Trípoli el 25 de agosto de 2011.
El 3 de septiembre de 2011, siendo vicepresidente del órgano ejecutivo del CNT, anunció su nombramiento como encargado del Consejo de Seguridad Suprema, responsable de la seguridad en Trípoli.
Tarhouni fue nombrado primer ministro suplente el 2 de octubre de 2011 después de serlo de forma oficiosa durante meses. Sucedió a Mahmoud Jibril como primer ministro en funciones, tan solo 21 días después de la Declaración de Liberación de Libia, que puso fin a la guerra. Finalmente, el 31 de octubre Abdurrahim El-Keib fue elegido para ostentar el cargo de forma permanente.
En 2012, fundó el Partido Nacional Centrista, convirtiéndose en su primer líder. Tarhouni dijo que su partido colaboraría con la Alianza de Fuerzas Nacionales de Mahmoud Jabril.